# 林大衛
林大卫（英語：David Lin），美国牧师，2006年至2024年间被中国当局关押。

## 人物经历
林大卫是生于中国的美国公民，与妻子住在加利福尼亚州橙县，曾在艾奥瓦州和加州担任州务官顾问。育有一女Alice和一子。
据對華援助協會资料，1990年代，林大卫经常到中国支援当地教会，1999年注册成为中国当局认可的基督教牧师。该组织还表示，林大伟曾试图向中国政府获得传教许可。
2006年，林大伟回到中国，计划在北京城里一所基督教传教训练中心。同年，他被中国当局以参与“家庭教會”的名义逮捕。2009年，他被当局以合同诈骗罪名义正式逮捕，最终被判无期徒刑。自2012年起，他多次获得减刑，预计2029年获释。服刑期间，他与其他外国公民共用一间牢房。他与狱友成立祈祷小组，并将《圣经》翻译成中文。他一开始要求家人不要为他请愿，认为入狱是上帝给他机会传福音。到2018年12月，随着健康不断恶化，他的态度发生转变。到2023年，他已经失去了五颗牙齿。2019年，家人开始就他在狱中的情况向外界发声。
2024年9月15日，林大卫与另外两名美国公民在中美第一轮换囚行动中获释，返回得克萨斯州圣安东尼奥。